# Ičera
L'Ičera (in russo Ичера o Ичёра?) è un fiume della Russia siberiana orientale, affluente di sinistra della Lena. Scorre nel Kirenskij rajon dell'Oblast' di Irkutsk.
Il fiume scorre in direzione sud-est e sfocia nella Lena a 2 973 km dalla sua foce, 4 km a valle del villaggio di Ičëra. Il fiume ha una lunghezza di 138 km; l'area del suo bacino è di 4 501 km².